# Thomaskirche (Mannheim)

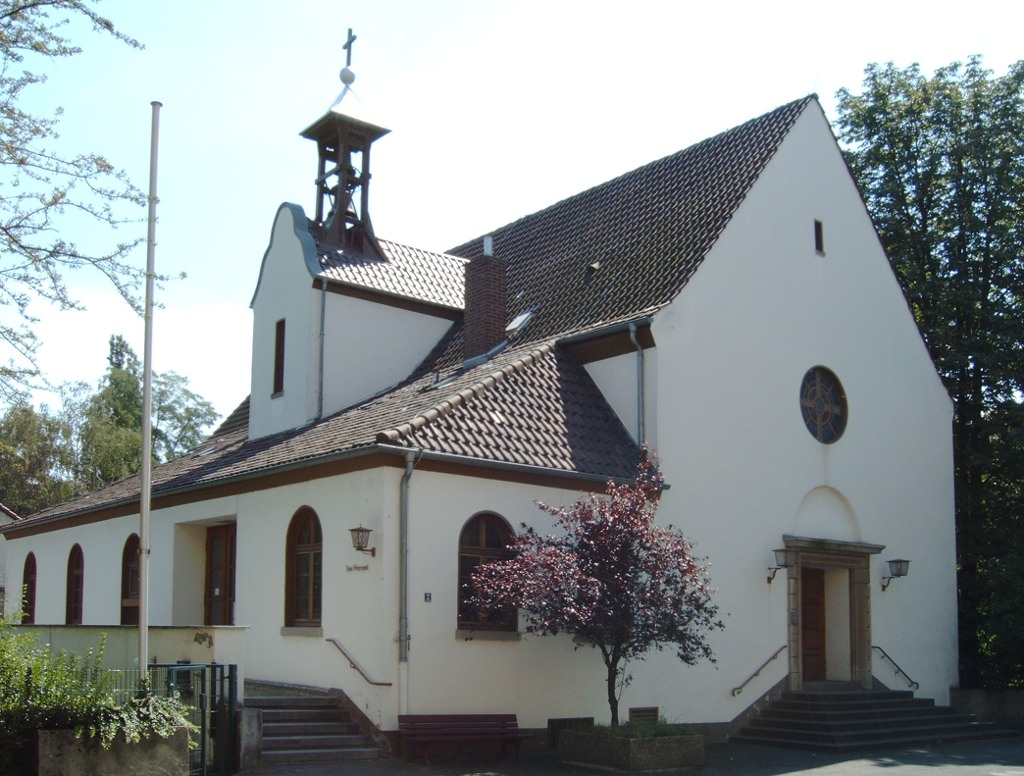
Thomaskirche

Die Thomaskirche ist eine ehemalige evangelische Kirche im Mannheimer Stadtteil Neuostheim. Sie wurde zwischen 1949 und 1950 nach den Plänen von Christian Schrade gebaut.

## Geschichte
Der Stadtteil Neuostheim entstand südlich des Neckars zu Beginn des 20. Jahrhunderts auf Feudenheimer Gemarkung. Für die evangelischen Einwohner war die Ostpfarrei der Christuskirche in der Oststadt zuständig. 1929 wurde in Neuostheim ein Gemeindehaus gebaut, in dem auch Gottesdienste stattfanden, und 1934 wurde ein eigenes Vikariat eingerichtet. Im April 1945 sprengte die US-Armee das Gemeindehaus, weil es die Einflugschneise des benachbarten Flugplatzes störte.
Als Notkirche wurde im Oktober 1945 ein Einfamilienhaus angemietet und drei Jahre danach wurde das Vikariat in Neuostheim in eine eigenständige Pfarrei umgewandelt. 1949 wurde auf den Grundmauern des alten Gemeindehauses mit dem Bau der Thomaskirche begonnen. Sie konnte am 29. Mai 1950 von Julius Bender, Landesbischof der Evangelischen Landeskirche in Baden, eingeweiht werden.
Ein Wasserrohrbruch richtete im Dezember 2009 große Schäden am Bauwerk an, wodurch die Kirche unbenutzbar wurde. Die Gemeinde konnte daher seit dem Jahr 2010 die katholische Kirche St. Pius mitbenutzen, woraus ein Dauerzustand wurde. Ende April 2019 wurden die beiden Glocken, die seit fast neun Jahren nicht mehr genutzt wurden, aus der Thomaskirche ausgebaut und in die St.-Pius-Kirche überführt, welche nun als Ökumene-Kirche firmierte. Dort wurden sie im extra dafür errichteten Glockenstuhl zusammen mit drei anderen Glocken aufgehängt. Im Dezember 2019 wurde bekannt, dass ein seit 2016 geplantes Projekt zur Wiederherstellung der Kirche als Veranstaltungs- und Seminarraum gescheitert sei. Im April 2022 wurde die St.-Pius-Kirche nach fünfjährigem Umbau als „Ökumene-Kirche“ eröffnet. Im Mai 2022 wurde bekannt gegeben, dass das ehemalige Sakralbauwerk als C-Kirche künftig keine Kirchensteuermittel für den Erhalt erhalten werde. Unklar blieb, ob das Gotteshaus aufgegeben oder umgenutzt werden solle. Ein Weiternutzung als Kirche ist somit endgültig ausgeschlossen und die Kirche als entwidmet einzustufen. Im November 2023 war der Innenraum entkernt. Die Orgel wurde im Sommer 2023 durch den Erbauer in den Chorraum der St.-Pius-Kirche umgesetzt.

## Beschreibung

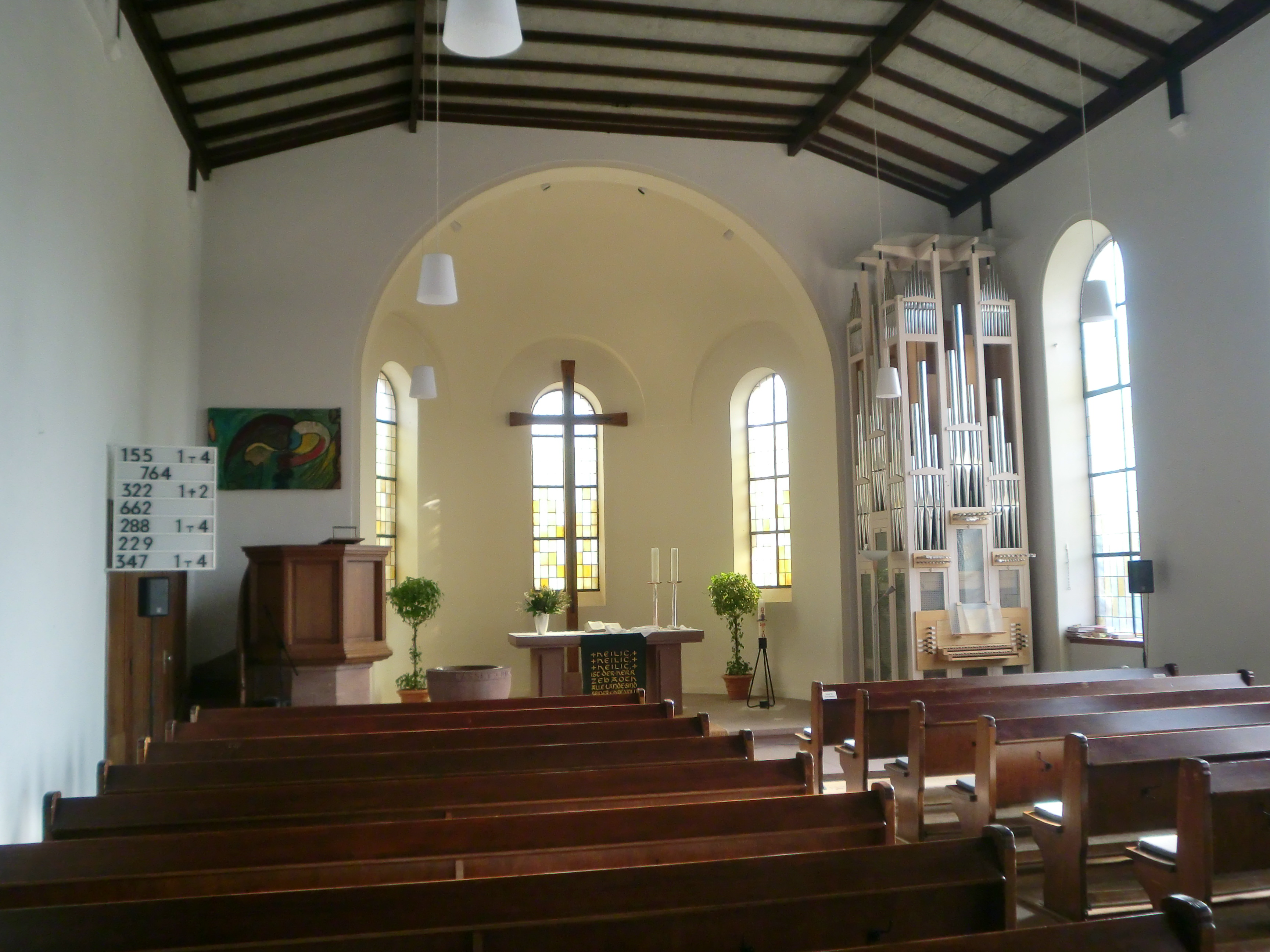
Innenraum (2009)

Die Thomaskirche wurde im Süden von Neuostheim an der Seckenheimer Landstraße errichtet. Sie war erst der zweite Kirchenneubau der evangelischen Kirche in Mannheim nach dem Zweiten Weltkrieg und wurde noch im traditionellen Stil errichtet. Sie wurde von Architekt Christian Schrade entworfen, der bereits vor dem Ersten Weltkrieg für die Christuskirche verantwortlich gewesen war. Die Thomaskirche ist eine einfache Saalkirche mit Satteldach. Die Außenwände sind hell verputzt. An der Stirnseite ist ein Fenster in Form einer Lutherrose ausgestaltet. An der Nordseite befindet sich ein Dachreiter mit Glockenstuhl.
Der ursprünglich geplante Glockenturm wurde nie verwirklicht. Die bereits 1965 beschafften Glocken waren eingelagert worden und wurden schließlich 2006 an die Seckenheimer Erlöserkirche verkauft. Im Jahr 2001 erhielt die Kirche eine Turmorgel im italienischen Stil von Orgelbau Stützle (Waldkirch), die rechts vom Altar aufgestellt wurde. Die vorige Steinmeyer-Orgel auf der Empore wurde stillgelegt.